# كانتا ناغاكاوا
كانتا ناغاكاوا (باليابانية: 永川 寛太) (مواليد 20 يونيو 2002) هو لاعب كرة قدم ياباني.

## وصلات خارجية
- كانتا ناغاكاوا على موقع رابطة كرة القدم اليابانية للمحترفين (اليابانية)
- كانتا ناغاكاوا على موقع Soccerway.com (الإنجليزية)